# Nastasja Schunk
Nastasja Mariana Schunk (Magonza, 17 agosto 2003) è una tennista tedesca.

## Carriera
Durante la sua carriera nel circuito junior, la Schunk ha raggiunto la 55ª posizione del ranking nel gennaio 2021.
L'8 agosto 2022, Nastasja ha raggiunto la 143ª posizione mondiale nel ranking del singolare, e il 30 gennaio 2023 la posizione 491ª in quello del doppio.
Nastasja Schunk fa il suo debutto nelle professioniste prendendo parte grazie ad una wild card alle qualificazioni del Porsche Tennis Grand Prix 2021, riuscendo a superarle sconfiggendo Daniela Seguel e l'altra wild card connazionale Noma Noha Akugue. Nel tabellone principale, affronta la svizzera e ottava testa di serie Belinda Bencic nel primo turno, uscendone sconfitta.
L'11 luglio 2021, Nastasja perde la finale del Torneo di Wimbledon 2021 - Singolare ragazze contro la spagnola Ane Mintegi del Olmo con il punteggio di 6-2, 4-6, 1-6.
Fa il suo esordio negli Slam nel 2022, riesce ad accedere al tabellone principale sia al Roland Garros che a Wimbledon venendo tuttavia sconfitta al primo turno.

## Statistiche ITF

### Singolare

#### Vittorie (3)
| Torneo $100.000 (0) |
| Torneo $80.000 (0)  |
| Torneo $60.000 (0)  |
| Torneo $40.000 (0)  |
| Torneo $25.000 (3)  |
| Torneo $15.000 (0)  |

| N. | Data           | Torneo                                        | Superficie  | Avversaria in finale | Punteggio          |
| 1. | 8 agosto 2021  | Futures Lotos Solano Bydgoszcz Cup, Bydgoszcz | Terra rossa | Dar'ja Astachova     | 4-6, 6-2, 6-0      |
| 2. | 29 agosto 2021 | Braunschweig Women's Open, Braunschweig       | Terra rossa | Anna Klasen          | 6-3, 6-1           |
| 3. | 31 maggio 2025 | Villach Ladies Open, Villaco                  | Terra rossa | Sapfo Sakellaridi    | 0-6, 6-3, 2-4 rit. |

#### Sconfitte (5)
| Torneo $100.000 (1) |
| Torneo $80.000 (0)  |
| Torneo $60.000 (1)  |
| Torneo $40.000 (0)  |
| Torneo $25.000 (3)  |
| Torneo $15.000 (0)  |

| N. | Data            | Torneo                                 | Superficie  | Avversaria in finale | Punteggio        |
| 1. | 6 marzo 2022    | Engie Open de Touraine, Joué-lès-Tours | Cemento (i) | Magali Kempen        | 3-6, 4-6         |
| 2. | 8 maggio 2022   | Wiesbaden Tennis Open, Wiesbaden       | Terra rossa | Danka Kovinić        | 3-6, 6(0)-7      |
| 3. | 4 agosto 2024   | Lexus GB Pro-Series NTC, Roehampton    | Cemento     | Sonay Kartal         | 5-7, 1-6         |
| 4. | 26 gennaio 2025 | Porto Women's Indoor, Porto            | Cemento (i) | Tereza Valentová     | 3-6, 4-6         |
| 5. | 27 aprile 2025  | ForteVillage ITF Trophy, Pula          | Terra rossa | Nuria Brancaccio     | 7-6(2), 4-6, 1-6 |

## Grand Slam Junior

### Singolare

#### Sconfitte (1)
| Tornei del Grande Slam  |
| ----------------------- |
| Australian Open (0)     |
| Open di Francia (0)     |
| Torneo di Wimbledon (1) |
| US Open (0)             |

| N. | Data           | Torneo                      | Superficie | Avversaria in finale | Punteggio     |
| 1. | 11 luglio 2021 | Torneo di Wimbledon, Londra | Erba       | Ane Mintegi del Olmo | 6-2, 4-6, 1-6 |